# Meconta
Meconta es una villa de Mozambique. Constituye también uno de los veintiún distritos que forman la provincia de Nampula, en la zona septentrional del país. 
Meconta es región fronteriza con las provincias de Cabo Delgado de Niassa y de Zambezia y con el Océano Índico.
La sede de este distrito es la villa de Meconta.

## Geografía
Situado en el centro-este de la provincia.
Limita al norte con el distrito de Muecate;
al sur con los distritos de Mogincual y de Mogovolas;
al este con el distrito de Monapo;
y al oeste con el de Nampula.
Tiene una superficie de 3 786 km² y según datos oficiales de 1997 una población de 123 097 habitantes, lo cual arroja una densidad de 33 habitantes/km². En 2005 contaba con 147 145 habitantes.

## División administrativa
Este distrito, formado por seis localidades, se divide en cuatro puestos administrativos (posto administrativo), con la siguiente población censada en 2005:
- Meconta, sede y 27 668.
- Corrane, 50 322 (Mecua 1 y Mecua 2).
- Namialo, 44 539.
- 7 de abril, 24 616.